# Voděrady (Frýdštejn)
Voděrady jsou vesnice, část obce Frýdštejn v okrese Jablonec nad Nisou. Nachází se asi dva kilometry jižně od Frýdštejna. Voděrady leží v katastrálním území Frýdštejn o výměře 7,1 km². Ve Voděradech se nachází volně přístupné letní koupaliště.

## Historie
První písemná zmínka o vesnici pochází z roku 1543.

## Pamětihodnosti
- evangelická kaple v centru vsi
- Mužákův statek č.p. 2

## Galerie

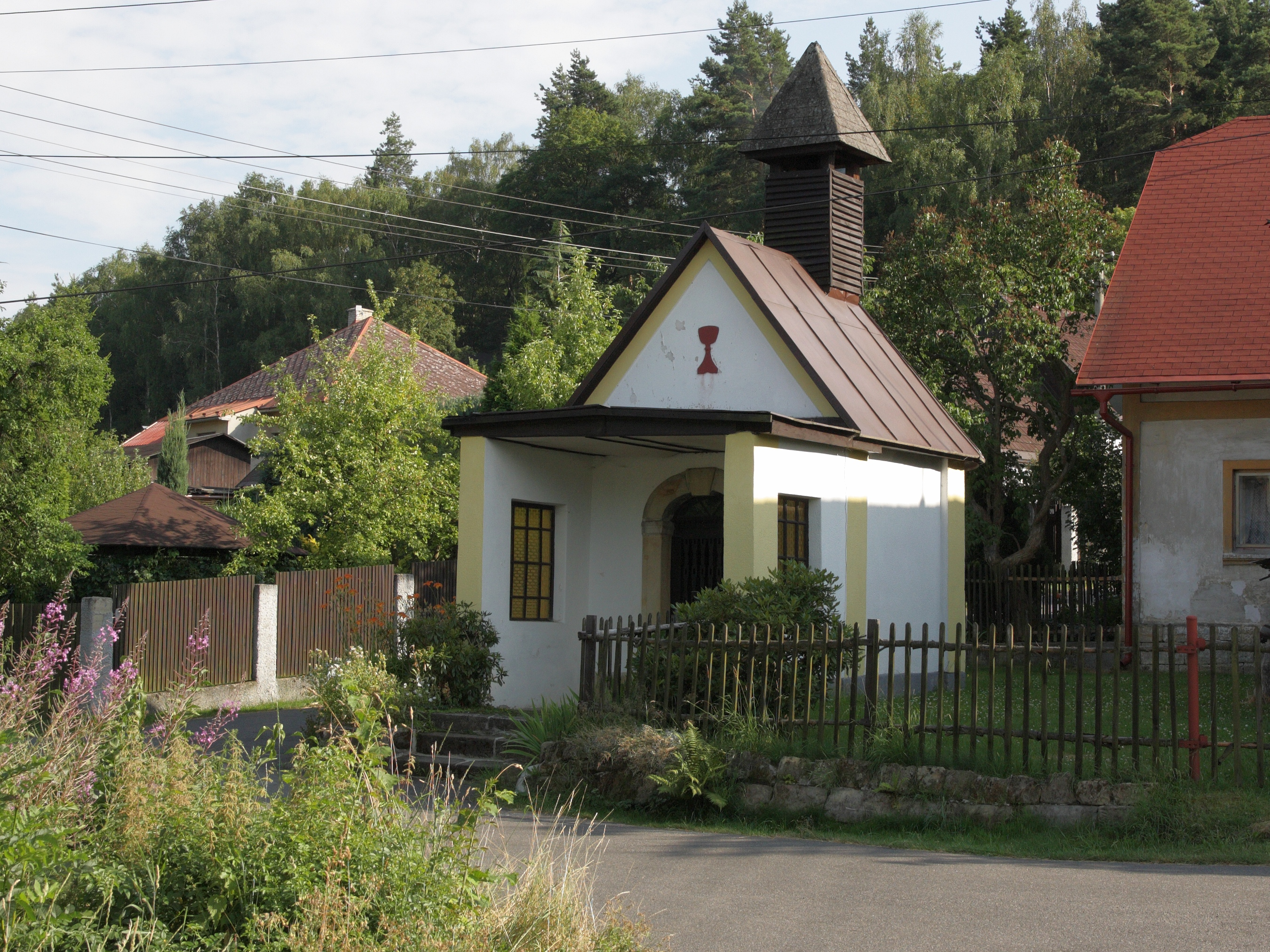
evangelická kaple
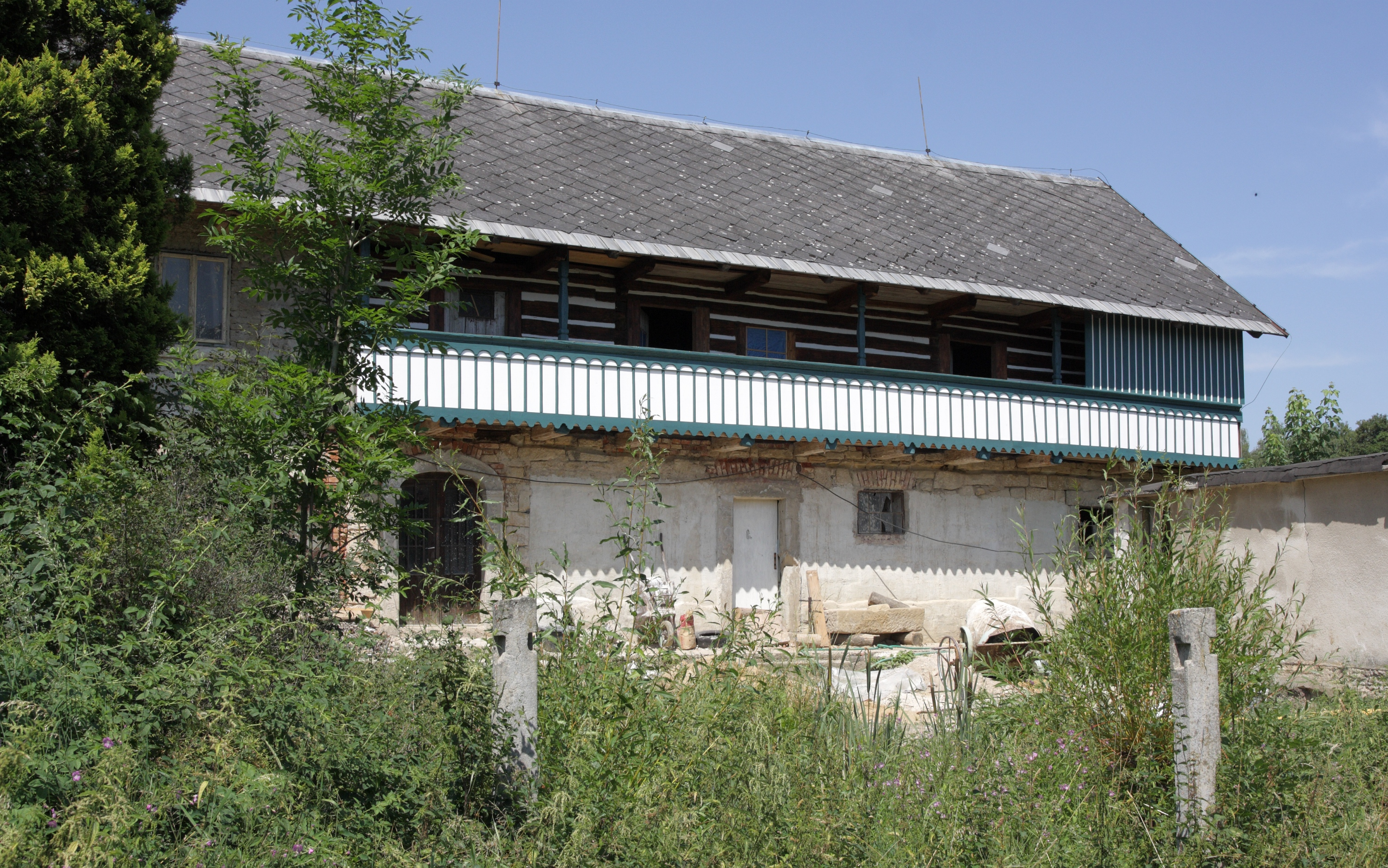
Mužákův statek
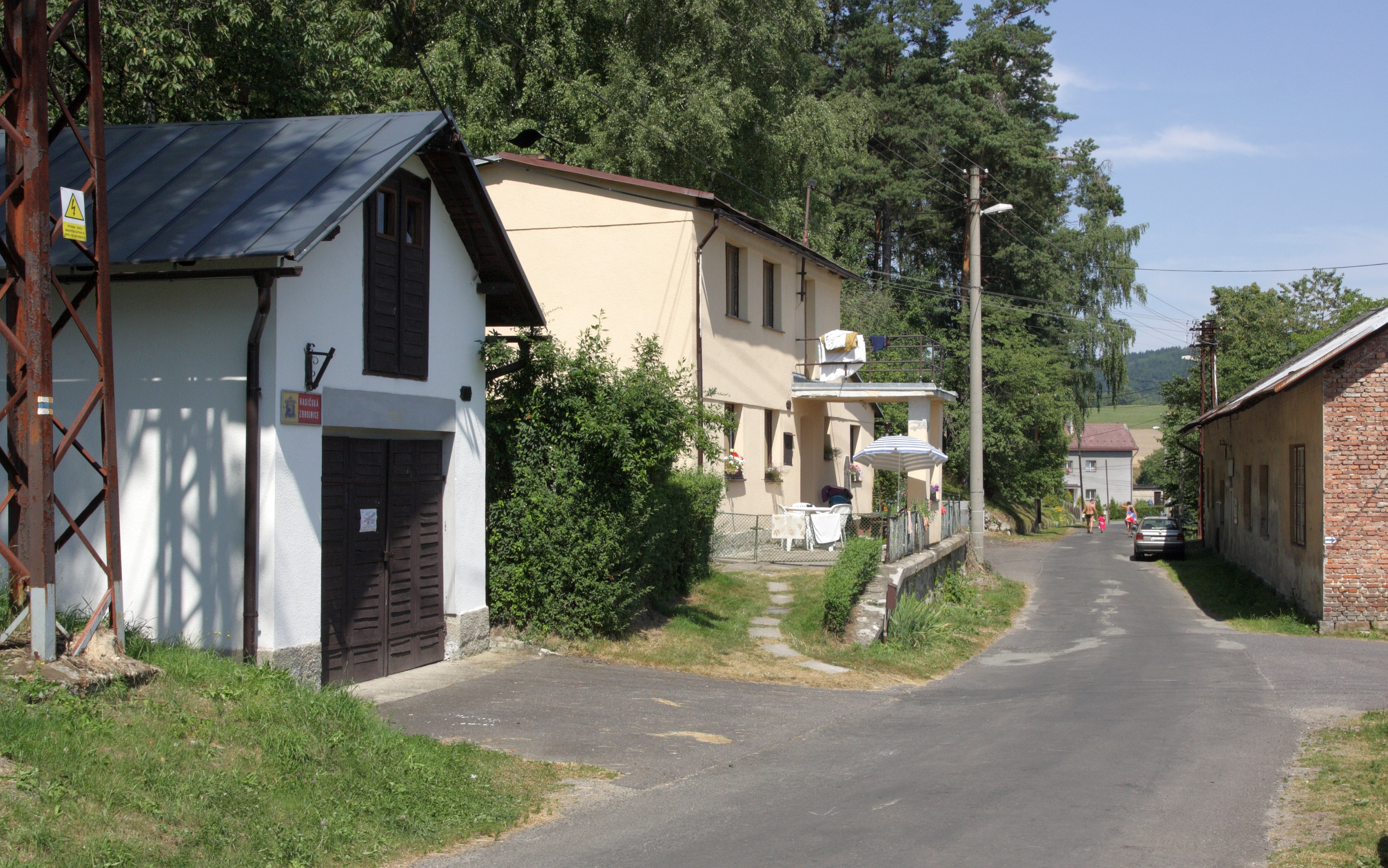
hasičská zbrojnice